# Список эпизодов телесериала «Копы-новобранцы»
Список эпизодов канадско-американского телесериала «Копы-новобранцы» о 15-м полицейском участке и его работниках с Мисси Перегрим и Грегори Смитом в главных ролях. Сериал транслировался на Global в Канаде с  24 июня 2010 года по 29 июля 2015 года. Сериал также одновременно выходил в США на ABC.

## Обзор сезонов
| Сезон | Сезон | Эпизоды | Оригинальная дата показа | Оригинальная дата показа |
| Сезон | Сезон | Эпизоды | Премьера сезона          | Финал сезона             |
| ----- | ----- | ------- | ------------------------ | ------------------------ |
|       | 1     | 13      | 24 июня 2010             | 3 сентября 2010          |
|       | 2     | 13      | 23 июня 2011             | 8 сентября 2011          |
|       | 3     | 13      | 24 мая 2012              | 6 сентября 2012          |
|       | 4     | 13      | 23 мая 2013              | 12 сентября 2013         |
|       | 5     | 11      | 19 мая 2014              | 6 августа 2014           |
|       | 6     | 11      | 21 мая 2015              | 29 июля 2015             |

## Список серий

### Сезон 1: 2010
| № общий | № в сезоне | Название                                     | Режиссёр         | Автор сценария                              | Дата премьеры   | Зрители в Канаде (млн) |
| --- | ---------- | -------------------------------------------- | ---------------- | ------------------------------------------- | --------------- | ---------------------- |
| 1 | 1          | «Fresh paint» «Свежая краска»                | Дэвид Веллингтон | Тэсси Камерон                               | 24 июня 2010    | 1.900                  |
| Пятеро новичков: Энди МакНелли, Дов Эпштейн, Крис Диаз, Трейси Нэш и Гейл Пэк приходят на службу в 15-й участок. Их первый день под контролем офицеров-наставников пройдет не так, как они ожидали, но и скучно им, конечно, не будет. Первая смена, первые впечатления, первые аресты, первые обломы. |            |                                              |                  |                                             |                 |                        |
| 2 | 2          | «Mercury Retrograde» «Ретроградный Меркурий» | Чарльз Бинаме    | Морвин Бребнер                              | 1 июля 2010     | 1.394                  |
| 15-й участок ловит сбежавшего убийцу, в то время как Суарек помогает девушке-информатору, чья жизнь оказалась под угрозой из-за его работы под прикрытием. |            |                                              |                  |                                             |                 |                        |
| 3 | 3          | «Fite Nite» «Ночь бокса»                     | Дэвид Веллингтон | Эста Спелдинг                               | 8 июля 2010     | 1.753                  |
| Нэш представляет 15-й участок в ежегодной Ночи бокса. Гейл и Энди пытаются помочь женщине, которую избивает её муж. |            |                                              |                  |                                             |                 |                        |
| 4 | 4          | «Signals Crossed» «Перекрестные сигналы»     | Пол Фокс         | Шерри Уайт                                  | 15 июля 2010    | 1.640                  |
| Трейси помогает детективу Каллахану в определении личности жертвы убийства. Крис, Гейл и Энди под прикрытием участвуют в операции по уменьшению проституции. Однако Энди не справляется с задачей и, пытаясь реабилитироваться, подставляет информатора под удар.                                      |            |                                              |                  |                                             |                 |                        |
| 5 | 5          | «Broad Daylight» «При свете дня»             | Алекс Чаппл      | Семи Челлас                                 | 22 июля 2010    | 1.805                  |
| Офицеры 15-го участка ведут охоту на группу грабителей. Для этого Дов и Крис устраивают засаду на свадьбе. Энди и Трейси остаются с жертвой одного из ограблений, но Трейси вынуждена уехать за своим сыном. Но преступник еще в доме, а Энди не была внимательна, готовясь к выходу на смену.         |            |                                              |                  |                                             |                 |                        |
| 6 | 6          | «Bullet Proof» «Пуленепробиваемый»           | Чарльз Бинаме    | Эллен Вэнстоун                              | 29 июля 2010    | 1.483                  |
| Трейси и Ноэль Уильямс задерживают подозреваемых в убийстве. В голове свидетеля убийства застряла пуля. Люку необходимо достать эту пулю, однако это может убить свидетеля. Энди понимает, что работа для Люка может быть важнее человеческих ценностей.                                               |            |                                              |                  |                                             |                 |                        |
| 7 | 7          | «Hot and Bothered» «Горячие и беспокойные»   | Дэвид Веллингтон | Расс Кокрейн                                | 5 августа 2010  | 1.598                  |
| Гейл и Дов приезжают на вызов и неожиданно вынуждены принимать роды в домашних условиях. Энди, Оливер и Сэм расследуют похищение 13-летней девочки, которая сбежала от своего похитителя на фургоне с мороженым.                                                                                       |            |                                              |                  |                                             |                 |                        |
| 8 | 8          | «Honor Roll» «Доска почёта»                  | Эрик Канюэль     | Адам Петтл                                  | 12 августа 2010 | 1.529                  |
| Дов и Трейси выявляют поставщика наркотиков в школе для одаренных детей. Энди и Крис находят избитого человека. Расследование показывает, что в этом виновен детектив отдела по борьбе с бандитизмом. Новички вынуждены доложить об этом начальству.                                                   |            |                                              |                  |                                             |                 |                        |
| 9 | 9          | «Girlfriend of the Year» «Девушка года»      | Дэвид Веллингтон | Тэсси Камерон                               | 19 августа 2010 | 1.476                  |
| Офицеры 15-го участка разыскивают похищенную девочку. Сэм Суарэк уверен, что мать недоговаривает. Люку становится известно о том, что Энди практически переспала с Суарэком. |            |                                              |                  |                                             |                 |                        |
| 10 | 10         | «Big Nickel» «Большой никель»                | Стив ДиМарко     | Морвин Бребнер, Адам Петтл                  | 26 августа 2010 | 1.682                  |
| Гейл и Дов пытаются помочь вспомнить кто он обнаруженному в кустах мужчине. Крис и Трейси помогают детективу Барберу восстановить в памяти его показания для суда. Энди и Сэм эскортируют из тюрьмы свидетеля, но факты, обнаруженные Крисом, переворачивают ситуацию на 180 градусов.                 |            |                                              |                  |                                             |                 |                        |
| 11 | 11         | «To Serve or Protect» «Служить или защищать» | Т.У. Пикок       | Расс Кокрейн                                | 2 сентября 2010 | 1.547                  |
| Крис и Дов разыскивают парня, который взломал их полицейскую машину и вытащил из компьютера информацию. Энди и Сэм расследуют убийство насильника, только что вышедшего из тюрьмы. Под подозрением оказывает отец Энди.                                                                                |            |                                              |                  |                                             |                 |                        |
| 12 | 12         | «In Blue» «Униформа»                         | Джон Фоусет      | Ноэль Кэрбон, Эста Спелдинг                 | 9 сентября 2010 | 1.480                  |
| Энди обеспокоена тем, что её служба может слишком сильно повлиять на её жизнь "без формы". Новичков официально принимают в команду 15-го участка. |            |                                              |                  |                                             |                 |                        |
| 13 | 13         | «Takedown» «Захват»                          | Дэвид Веллингтон | Эллен Вэнстоун, Адам Бэркен и Тэсси Камерон | 9 сентября 2010 | 1.480                  |
| Энди и Сэм Суарэк работают под прикрытием, чтобы накрыть большую партию наркотиков. Когда прикрытие Сэма на грани раскрытия, Энди успевает доложить опергруппе. Гейл и раненый Крис попадают в ловушку, и Гейл понимает, что на самом деле чувствует к Крису.                                          |            |                                              |                  |                                             |                 |                        |

### Сезон 2: 2011
| № общий | № в сезоне | Название                                  | Режиссёр          | Автор сценария | Дата премьеры   | Зрители в Канаде (млн) |
| --- | ---------- | ----------------------------------------- | ----------------- | -------------- | --------------- | ---------------------- |
| 14 | 1          | «Butterflies» «Бабочки»                   | Дэвид Веллингтон  | Тэсси Камерон  | 23 июня 2011    | 1.380                  |
| После перерыва новички снова в строю. Энди назначена старшей группы по обеспечению безопасности на концерте. На глазах у неё застрелена молодая девушка. На расследование приезжает Джо Розати, бывшая напарница и девушка Люка Каллахана.                                                                     |            |                                           |                   |                |                 |                        |
| 15 | 2          | «Might Have Been» «Может быть»            | Пол Шапиро        | Семи Челлас    | 30 июня 2011    | 1.070                  |
| Чтобы выявить каналы распространения наркотиков в ночном клубе, Энди и Гейл устраиваются туда официантками. Трейси снова сходится с детективом Барбером. Дов пытается помочь девушке, парень которой привлекался за домашнее насилие, но вместо этого оказывается под расследованием за превышение полномочий. |            |                                           |                   |                |                 |                        |
| 16 | 3          | «Bad Moon Rising» «Полная луна»           | Дэвид Веллингтон  | Расс Кокрейн   | 7 июля 2011     | 1.399                  |
| Энди и Сэм расследуют похищение трёх голов из городского морга. Подозрение падает на лаборанта. Пытаясь понять его мотивы для совершения таких поступков, Энди нечаянно навлекает угрозу на себя и Люка. |            |                                           |                   |                |                 |                        |
| 17 | 4          | «Heart & Sparks» «Душа и искры»           | Т.У. Пикок        | Морвин Бребнер | 14 июля 2011    | 1.250                  |
| 15-й участок расследует поджог прачечной. Гейл и Крис, допрашивая свидетелей, наталкиваются на человека из прошлого Криса. Гейл начинает лучше понимать своего парня. В результате несчастного случая Энди оказывается запертой с женой погибшего в пожаре в готовом обрушиться здании.                        |            |                                           |                   |                |                 |                        |
| 18 | 5          | «Stung» «Обманутые»                       | Пол Фокс          | Ноэль Кэрбон   | 21 июля 2011    | 1.506                  |
| Офицеры проводят операцию по задержанию по просроченным ордерам. В результате Трейси и Энди должны задержать женщину, которая не смогла вовремя расплатиться с банком, а Крис и Дов попадают в ловушку, едва не стоившую жизни одному из них.                                                                  |            |                                           |                   |                |                 |                        |
| 19 | 6          | «In Plain View» «В пределах видимости»    | Дэвид Веллингтон  | Адам Бэркен    | 28 июля 2011    | 1.311                  |
| Убит полицейский информатор. В участке появляется мать Гейл, что действует на нервы последней, но всё же она находит способ помочь маленькому мальчику понять его приемных родителей. Работая с Джо, Энди узнаёт, что на самом деле случилось между ней и Люком.                                               |            |                                           |                   |                |                 |                        |
| 20 | 7          | «The One That Got Away» «Тот, кто сбежал» | Стив ДиМарко      | Тэсси Камерон  | 4 августа 2011  | 1.402                  |
| Покушение на молодую девушку позволяет поднять в производство старое дело. Тогда главный подозреваемый Рей Никсон был отпущен за отсутствием улик. Люк, всегда принимавший это дело близко к сердцу, делает несколько опрометчивых шагов. Энди решает доказать, что Люк был прав.                              |            |                                           |                   |                |                 |                        |
| 21 | 8          | «Monster» «Чудовище»                      | Джон Фоусет       | Шон Рейкрафт   | 11 августа 2011 | 1.585                  |
| Трейси и Гейл привозят в участок пьяного. Того забирают врачи, потому что обнаружена неизвестная инфекция. 15-й участок закрыт на карантин, но им всё ещё нужно раскрыть дело об ограблении банка. Люк, Дов и его девушка действуют "снаружи", в то время как ситуация внутри накаляется.                      |            |                                           |                   |                |                 |                        |
| 22 | 9          | «Brotherhood» «Братство»                  | Стив ДиМарко      | Адам Петтл     | 18 августа 2011 | 1.226                  |
| Гейл и Трейси расследуют ложный звонок о бомбе. Крис и Энди тренируются в отряде конной полиции. Дов, накачавшись таблетками, осложняет отношения с Гейл. |            |                                           |                   |                |                 |                        |
| 23 | 10         | «Best Laid Plans» «Далеко идущие планы»   | Джон Фоусет       | Расс Кокрейн   | 25 августа 2011 | 1.642                  |
| Энди пытается спасти женщину, которая после аварии застряла в машине. Крис выясняет, что между Гейл и Довом что-то есть. Суарек снова получает задание для работы под прикрытием. |            |                                           |                   |                |                 |                        |
| 24 | 11         | «A Little Faith» «Немного веры»           | Стурла Гуннарссон | Шерри Уайт     | 1 сентября 2011 | 1.365                  |
| Трейси, Энди и Дов участвуют в тренировке для работы под прикрытием. Дов находит давнего знакомого. Девушки играют на бильярде и встречают старого друга. Гейл и Крис должны до конца прояснить свои отношения и понять, есть ли смысл их продолжать.                                                          |            |                                           |                   |                |                 |                        |
| 25 | 12         | «On The Double» «Двойник»                 | Питер Веллингтон  | Эллен Вэнстоун | 8 сентября 2011 | 0.964                  |
| Совершено убийство. Камеры показали, что на преступнице была форма Пэк. Теперь для Гейл это дело принципа. Работа Сэма под прикрытием может пойти насмарку из-за его чувств. |            |                                           |                   |                |                 |                        |
| 26 | 13         | «God's Good Grace» «Божьей милостью»      | Дэвид Веллингтон  | Тэсси Камерон  | 8 сентября 2011 | 1.465                  |
| Суарэк пропал. Энди понимает, что она виновата в этом. Команда новичков берётся за дело и устанавливает местоположение Сэма. Но его работа и квалификация Энди подвергаются большому сомнению. |            |                                           |                   |                |                 |                        |

### Сезон 3: 2012
| № общий | № в сезоне | Название                                                                     | Режиссёр         | Автор сценария    | Дата премьеры   | Зрители в Канаде (млн) |
| --- | ---------- | ---------------------------------------------------------------------------- | ---------------- | ----------------- | --------------- | ---------------------- |
| 27 | 1          | «The First Day of the Rest of Your Life» «Первый день всей оставшейся жизни» | Дэвид Веллингтон | Тэсси Камерон     | 24 мая 2012     | 1.303                  |
| В команде новичков появляется новичок - Ник Коллинз, который оказывается давним знакомым Гейл. Энди получает возможность восстановиться на службе. По дороге из аэропорта она и Суарэк принимают срочный вызов. Она вытаскивает из горящего грузовика 15-летнюю девочку, но та исчезает с места аварии.                                                         |            |                                                                              |                  |                   |                 |                        |
| 28 | 2          | «Class Dismissed» «Все свободны»                                             | Тим Соутэм       | Расс Кокрейн      | 31 мая 2012     | 1.322                  |
| Ник пытается наладить отношения с Гейл. Дов и Оливер Шоу, а вместе с ними весь 15-й участок разыскивают патрульную машину, издевательски украденную школьниками. Энди и Сэм преследуют подростка, который выстрелил в хозяина местного автосервиса. |            |                                                                              |                  |                   |                 |                        |
| 29 | 3          | «A Good Shoot» «Чистый выстрел»                                              | Дэвид Веллингтон | Грег Нельсон      | 7 июня 2012     | 1.341                  |
| Дов, случайно оказавшись на месте ограбления, застрелил подростка. Однако Отдел особых расследований не готов сразу оправдать стрельбу, как вынужденную. Новички берутся за поиск улик, чтобы помочь другу. |            |                                                                              |                  |                   |                 |                        |
| 30 | 4          | «Girls' Night Out» «Девичник»                                                | Стив ДиМарко     | Ноэль Кэрбон      | 28 июня 2012    | 1.121                  |
| Трейси получает первое дело в качестве детектива. Невеста с двумя подружками врезается в машину, в ней погибает молодой человек. Но до того, как попасть в аварию, он уже был порезан ножом. Только заставив всех трёх нетрезвых девушек говорить правду, детектив Нэш выходит на настоящего убийцу.                                                            |            |                                                                              |                  |                   |                 |                        |
| 31 | 5          | «Messy Houses» «Суета в домах»                                               | Пол Фокс         | Шерри Уайт        | 5 июля 2012     | 1.123                  |
| На месте происшествия, где подросток угрожал оружием полицейским и собственным родителям, Энди встречает свою мать, которую не видела 15 лет. Джерри Барбер оказывается под угрозой трибунала из-за оружия, которое числилось уничтоженным, но всплыло во время обыска дома этого подростка.                                                                    |            |                                                                              |                  |                   |                 |                        |
| 32 | 6          | «Coming Home» «Возвращаясь домой»                                            | Дэвид Веллингтон | Лей Лукинс        | 12 июля 2012    | 1.103                  |
| Прекращая нелегальную вечеринку, Энди и Сэм находят тяжелораненого молодого человека. Среди свидетелей оказывается дочь Оливера, Иззи Шоу. Оливеру приходится выбирать, кем он должен быть в этой ситуации: полицейским или отцом. |            |                                                                              |                  |                   |                 |                        |
| 33 | 7          | «Leap of Faith» «Решительный шаг»                                            | Питер Веллингтон | Тэсси Камерон     | 19 июля 2012    | 1.275                  |
| Ник упускает важного свидетеля. После этого офицеры вынуждены довериться человеку, утверждающему, что он - экстрасенс и знает, где этого свидетеля держат. Джерри делает Трейси необычный подарок. |            |                                                                              |                  |                   |                 |                        |
| 34 | 8          | «The Girlfriend Experience» «Опыт девушки по вызову»                         | Джон Фоусет      | Сандра Хвялковска | 26 июля 2012    | 1.150                  |
| Исчезают девушки из элитного эскорт-агентства. Крис и Дов находят труп одной из пропавших. Гейл под прикрытием пытается разоблачить подозреваемого, но заканчивается всё очень неожиданно. |            |                                                                              |                  |                   |                 |                        |
| 35 | 9          | «Out of Time» «Нехватка времени»                                             | Джон Фоусет      | Расс Кокрейн      | 9 августа 2012  | 1.325                  |
| 15-й участок и все окрестные подняты по тревоге на поиски Гейл. Энди винит себя в сложившейся ситуации, поэтому принимает быстрые решения. Джерри использует последнюю возможность спасти Гейл. |            |                                                                              |                  |                   |                 |                        |
| 36 | 10         | «Cold Comforts» «Холодные соболезнования»                                    | Пол Фокс         | Шерри Уайт        | 16 августа 2012 | 1.212                  |
| Трейси обнаруживает пропажу ноутбука Джерри. Из него была вытащена информация, которая поставила под угрозу жизнь информатора. Дов и Крисс берутся за не самую приятную миссию, которая оборачивается неожиданными находками. |            |                                                                              |                  |                   |                 |                        |
| 37 | 11         | «The Rules» «Заповеди»                                                       | Грегори Смит     | Грег Нельсон      | 23 августа 2012 | 1.269                  |
| Энди и Ник встают на защиту священника, которому угрожают наркодилеры, контролирующие весь район. |            |                                                                              |                  |                   |                 |                        |
| 38 | 12         | «Every Man» «Каждый человек»                                                 | Дэвид Веллингтон | Ноэль Кэрбон      | 30 августа 2012 | 1.070                  |
| Детектив Отдела специальных расследований выясняет причины инцидента, повлёкшего смерть подозреваемого в камере 15-го участка. Под расследованием оказываются Гейл, побоявшаяся рассказать правду, Дов, чья компетенция ставится под вопрос, Энди, оставившая подозреваемого, чтобы помочь другу, и Крис, чья голова была занята всем, кроме работы.            |            |                                                                              |                  |                   |                 |                        |
| 39 | 13         | «I Never» «Я никогда»                                                        | Дэвид Веллингтон | Тэсси Камерон     | 6 сентября 2012 | 1.017                  |
| Из тюрьмы сбегает опасный преступник. Крис и Трейси отказываются от карьерных возможностей, чтобы быть рядом со своими людьми. Гейл застряла на бумажной работе и пытается найти выход. Энди в погоне за преступником оказывается с гранатой без чеки в руке, и Сэм, наконец, рассказывает ей о своих чувствах. Но Энди и Ника ждёт другое продолжение истории. |            |                                                                              |                  |                   |                 |                        |

### Сезон 4: 2013
| № общий | № в сезоне | Название                                          | Режиссёр         | Автор сценария | Дата премьеры    | Зрители в Канаде (млн) |
| --- | ---------- | ------------------------------------------------- | ---------------- | -------------- | ---------------- | ---------------------- |
| 40 | 1          | «Surprises» «Сюрпризы»                            | Дэвид Веллингтон | Тэсси Камерон  | 23 мая 2013      | 1.157                  |
| Жизнь в 15-м участке не стоит на месте. Крис собирается переводиться за город. Дов отказался от личной жизни. Сэм Суарек стал детективом и встречается с новым офицером участка, Марло Круз. Энди и Ник завершают свою операцию под прикрытием. На завершающей стадии прикрытие раскрыто и их жизни оказываются под угрозой. |            |                                                   |                  |                |                  |                        |
| 41 | 2          | «Homecoming» «Возвращение домой»                  | Дэвид Веллингтон | Расс Кокрейн   | 30 мая 2013      | 1.181                  |
| Энди и Ник снова возвращаются к работе. На первом же патруле Энди становится свидетельницей ограбления отделения банка. Но всё оказывается не так просто. Дов и Крис помогают симпатичной итальянке, хотя не понимают ни слова. Дов пытается убедить друга отказаться от перевода. |            |                                                   |                  |                |                  |                        |
| 42 | 3          | «Different, Not Better» «Другая, не лучше»        | Линн Стопкевич   | Шерри Уайт     | 27 июня 2013     | 1.042                  |
| Офицеры участка ищут грабителя банкоматов, особой приметой которого является татуировка на интимном месте. Дов учится работать с Хлоей — крёстной дочерью сержанта Френка. Энди и Марло Круз стараются вывести из кризиса ментально-нестабильную женщину, но их взаимодействие оставляет желать лучшего. |            |                                                   |                  |                |                  |                        |
| 43 | 4          | «The Kids Are Not Alright» «Детишки не в порядке» | Питер Веллингтон | Ноэль Кэрбон   | 11 июля 2013     | 1.278                  |
| Новички собираются на последний совместный пикник. Энди и Гейл находят в багажнике преследуемой машины 15-летнего подростка. Его история поражает офицеров. Сэм, Оливер и Крис расследуют убийство подростка. Подозрение падает на его дядю, который в своё время был членом одной из самых опасных банд города. |            |                                                   |                  |                |                  |                        |
| 44 | 5          | «Poison Pill» «Ядовитая пилюля»                   | Питер Веллингтон | Обри Нилон     | 18 июля 2013     | 1.226                  |
| Энди и Марло задерживают наркоторговца. В героине оказываются споры сибирской язвы. Офицеры 15-го участка должны отследить зараженный наркотик, чтобы избежать массовых жертв. Энди и Марло остаются на карантине, и офицер Круз раскрывает секрет, который может повлиять на её дальнейшую работу в качестве полицейского. |            |                                                   |                  |                |                  |                        |
| 45 | 6          | «Skeletons» «Скелеты»                             | Т.У. Пикок       | Лей Лукинс     | 25 июля 2013     | 1.205                  |
| Похожим на похищение Гейл образом похищена девушка. На помощь офицерам участка в поисках «подражателя» приходит Люк Каллахан. Свет может пролить настоящий маньяк, но он соглашается только на разговор с Гейл. Девушка переступает через себя, чтобы найти преступника. Ник узнаёт неприятную правду и понимает себя. Энди и Сэм сознаются друг другу в истинных причинах их разрыва.                                                                                                |            |                                                   |                  |                |                  |                        |
| 46 | 7          | «Friday the 13th» «Пятница, 13-е»                 | Дэвид Веллингтон | Шерри Уайт     | 1 августа 2013   | 1.336                  |
| После исследования обнаруженного в лесу скелета выясняется, что это пропавший много лет назад мальчик, поиск которого — одно из первых дел Сэма Суарека. Он обращается за помощью к своему первому наставнику, но выясняет весьма неприятную для себя правду. Дов и Хлоя расследуют ограбление квартиры колдуньи. Скоро они находят недовольную проведённым приворотом клиентку. |            |                                                   |                  |                |                  |                        |
| 47 | 8          | «For Better, for Worse» «В горе и в радости»      | Келли Макин      | Тэсси Камерон  | 8 августа 2013   | 1.244                  |
| В день свадьбы Фрэнка и Ноэль вместо легкой смены 15-й участок получает ограбление автобуса элитного дома престарелых. Ноэль узнаёт, что у неё опухоль, и хочет отменить свадьбу. Хлоя и Дов признаются Фрэнку, что встречаются. Оливер решается пригласить на свидание колдунью. Ник и Энди ловят грабителя автобуса и опаздывают на свадьбу, но узнают друг о друге очень важные вещи.                                                                                              |            |                                                   |                  |                |                  |                        |
| 48 | 9          | «What I Lost» «Что потеряно...»                   | Пол Фокс         | Ноэль Кэрбон   | 15 августа 2013  | 1.192                  |
| Крис приезжает в гости к друзьям. Но на прогулке с малышом Кристианом Ник и Энди вынуждены отвлечься. Ребёнок похищен. 15-й участок мобилизует все силы на поиски ребёнка. Энди винит себя за произошедшее, что ещё больше сближает её с Ником. Марло Круз, допрашивая подозреваемого в похищении, уверена, что даже если Кристиана похитил не он, то всё равно на нём висит старое преступление.                                                                                     |            |                                                   |                  |                |                  |                        |
| 49 | 10         | «You Are Here» «Ты рядом»                         | Тереза Хэннигэн  | Лей Лукинс     | 22 августа 2013  | 1.165                  |
| Крис, Дов, Оливер Шоу и Сэм Суарек едут за город, чтобы отдохнуть от всего, что их напрягает. Это даёт им возможность выговориться друг другу. Обнаружение плантации марихуаны оборачивается для Трейси первым делом по расследованию убийства. Энди рассказывает Гейл, что встречается с Ником, но та отказывается понять. Хлоя обнаруживает неожиданные способности. |            |                                                   |                  |                |                  |                        |
| 50 | 11         | «Deception» «Ложь»                                | Келли Макин      | Обри Нилон     | 29 августа 2013  | 1.196                  |
| После нападения на педофила Энди понимает, что Марло Круз может навредить себе, продолжая слежку за ним. Сэм бросается на выручку своим бывшей и нынешней девушкам и оставляет Трейси за главную в операции по борьбе с наркоторговлей. Она вынуждена позвать на помощь Стива Пэка. Они вдвоём, Дов, Хлоя, Ник и Гейл предотвращают убийство и задерживают опасного преступника. |            |                                                   |                  |                |                  |                        |
| 51 | 12         | «Under Fire» «Под огнём»                          | Грегори Смит     | Расс Кокрейн   | 5 сентября 2013  | 1.099                  |
| Во время обычного на первый взгляд патруля опасно ранена Хлоя. Дов, дежурящий в больнице, узнаёт, что она не всё ему рассказывала о своей прошлой жизни. Трейси в конце концов сдаётся под натиском внимания Стива Пэка. Гейл делает решительный шаг. После обстрела второй патрульной машины Фрэнк понимает, что на 15-й участок началась охота. В опасности жизни всех офицеров, особенно Марло Круз и Оливера Шоу. Энди, Сэм Суарек и Ник успевают найти Марло раньше преступника. |            |                                                   |                  |                |                  |                        |
| 52 | 13         | «You Can See the Stars» «Ты можешь видеть звёзды» | Дэвид Веллингтон | Тэсси Камерон  | 12 сентября 2013 | 1.323                  |
| Оливер Шоу пропал, офицеры 15-го участка в опасности. Для каждого настаёт момент, когда больше нет смысла скрывать свои чувства. Дов пытается уговорить мужа Хлои на операцию, которая может спасти ей жизнь. Тем временем Оливер спасён, но его машина найдена на стоянке участка. Сэм и Энди должны разыскать вооруженного психопата, переодетого в полицейскую форму, но им не хватает всего нескольких секунд.                                                                    |            |                                                   |                  |                |                  |                        |

### Сезон 5: 2014
| № общий | № в сезоне | Название                                                  | Режиссёр         | Автор сценария | Дата премьеры  | Зрители в Канаде (млн) |
| --- | ---------- | --------------------------------------------------------- | ---------------- | -------------- | -------------- | ---------------------- |
| 53 | 1          | «Blink» «Мерцание»                                        | Дэвид Веллингтон | Тэсси Камерон  | 19 мая 2014    | 1.859                  |
| Пока Сэм, Хлоя и Оливер находятся в больнице, Энди и Дов отправляются в закусочную после трудной ночи. Их желание "не быть сегодня полицейскими" не исполняется, когда в закусочной оказываются грабители. Тем временем другие офицеры исправляют последствия стрельбы в участке под жёстким надзором инспектора Джона Джарвиса.                                                                                 |            |                                                           |                  |                |                |                        |
| 54 | 2          | «All By Her Selfie» «Всё сама»                            | Дэвид Веллингтон | Шерри Уайт     | 26 мая 2014    | 1.570                  |
| После увольнения Фрэнка Джарвис просит Оливера стать новым сержантом. Тот неохотно соглашается. Между тем Энди вызывается на роль наставника нового офицера Дункана Мура, который к тому же является родственником инспектора. Однако работа новичка оставляет желать лучшего. |            |                                                           |                  |                |                |                        |
| 55 | 3          | «Heart Breakers, Money Makers» «Деньги и разбитое сердце» | Грегори Смит     | Ноэль Кэрбон   | 2 июня 2014    | 1.741                  |
| За несколько часов до ежегодной Ночи бокса офицеры 15-го участка начинают конфисковывать нелегальные товары. С пустыми руками возвращаются лишь Гейл и Дов. Тем временем Ник готовит Дункана к бою. |            |                                                           |                  |                |                |                        |
| 56 | 4          | «Wanting» «Желание»                                       | Дэвид Веллингтон | Расс Кокрейн   | 9 июня 2014    | 1.664                  |
| Энди жалуется на Дункана, но отказывается слишком сильно давить на него. Когда съёмка многоквартирного здания приводит к раскрытию лидера банды, 15-й участок должен найти убийцу до того, как банда начнёт войну. Поскольку убийца сфокусирован на одном свидетеле, который может связать его с преступлением, Энди и Дункан ставят его жизнь под угрозу.                                                       |            |                                                           |                  |                |                |                        |
| 57 | 5          | «Going Under» «Под прикрытием»                            | Т.У. Пикок       | Джон Кризанк   | 16 июня 2014   | 1.602                  |
| Офицеры 15-го участка работают под прикрытием с целью обнаружить нелегальные пистолеты. Дов замечает странное поведение Криса. В это время Энди помогает Сэму в деле о пропавшем человеке. Однако расследование принимает неожиданный поворот. |            |                                                           |                  |                |                |                        |
| 58 | 6          | «Two Truths and a Lie» «Две правды и ложь»                | Питер Веллингтон | Адриана Маггс  | 23 июня 2014   | 1.592                  |
| 15-й участок пытается выследить убийцу Брайана Гауди. Сэм и Энди отправляются в тюрьму Миллибарн для просмотра списка заключённых. Среди соратников главного подозреваемого присутствует и отец Сэма, Джей Суарек. Энди начинает лучше понимать Сэма. |            |                                                           |                  |                |                |                        |
| 59 | 7          | «Deal With The Devil» «Сделка с дьяволом»                 | Дэвид Веллингтон | Ноэль Кэрбон   | 9 июля 2014    | 1.585                  |
| Офицеры участка расследуют дело о поджоге в кафе "Маленькая Италия". Гейл пытается помириться с Холли, но та говорит, что уже встречается кое с кем. Энди и Дункан идут на слушание. Последний приводит новые доказательства, которые перекладывают всю вину на Макнелли. Оливер должен решить, готов ли он идти на компромисс со своей профессиональной целостностью и дружбой с Энди, чтобы спасти её карьеру. |            |                                                           |                  |                |                |                        |
| 60 | 8          | «Exit Strategy» «Стратегия выхода»                        | Джефф Вулнаф     | Мэтт МакЛеннан | 16 июля 2014   | 1.498                  |
| Крис пытается избавиться от наркозависимости. Стив Пэк собирает команду для облавы на кабак с азартными играми. Декс нанимает лучшего адвоката и требует от Трейси полной опеки над Лео. Стив пытается ей помочь, но всё идёт не по плану и Трейси узнаёт неприятную правду. Крис и Дов оказываются в ловушке и вынуждены бороться за свои жизни.                                                                |            |                                                           |                  |                |                |                        |
| 61 | 9          | «Moving Day» «День переезда»                              | Тереза Хэннигэн  | Катрина Савилл | 23 июля 2014   | 1.677                  |
| Офицеры 15-го участка помогают арендаторам съехать с субсидируемого жилого комплекса. Там Энди и Хлоя находят человека, подвергнутого пыткам и избиению до потери сознания. |            |                                                           |                  |                |                |                        |
| 62 | 10         | «Fragments» «Фрагменты»                                   | Джон Фоусет      | Расс Кокрейн   | 30 июля 2014   | 1.258                  |
| Беспокойство Энди о её отношениях с Сэмом усугубляется возвращением Дункана, который надеется на примирение. После первого взрыва заминированной машины в центре города последовал второй. Стремясь реабилитироваться, Дункан в одиночку едет к подозреваемому, однако попадает в ловушку. Энди и Ник должны взять ситуацию под контроль и сохранить Дункану жизнь, пока не произошёл очередной взрыв.           |            |                                                           |                  |                |                |                        |
| 63 | 11         | «Everlasting» «Вечность»                                  | Дэвид Веллингтон | Шерри Уайт     | 6 августа 2014 | 1.523                  |
| Подозреваемый Тед Макдоналд всё ещё на свободе. Офицеры 15-го участка пытаются найти его и выяснить, сколько ещё бомб готово взорваться по всему городу. Оливер и Энди арестовывают его. Один из этих взрывов происходит прямо в участке. После окончания неразберихи Сэм возвращается в комнату для допросов, но Макдоналд оказался мёртвым...                                                                  |            |                                                           |                  |                |                |                        |

### Сезон 6: 2015
| № общий | № в сезоне | Название                                    | Режиссёр         | Автор сценария                | Дата премьеры | Зрители в Канаде (млн) |
| --- | ---------- | ------------------------------------------- | ---------------- | ----------------------------- | ------------- | ---------------------- |
| 64 | 1          | «Open Windows» «Открытые окна»              | Питер Стэббингс  | Тэсси Камерон                 | 21 мая 2015   | 1.532                  |
| Через месяц после взрыва в участке Энди и Сэм возвращаются к работе. На первую напал злоумышленник в доме Трейси. 15-й участок вынужден начать расследовать это дело.                                                                                          |            |                                             |                  |                               |               |                        |
| 65 | 2          | «Perfect Family» «Идеальная семья»          | Элеонора Линдо   | Адриана Маггс                 | 28 мая 2015   | 1.576                  |
| Офицеры ищут пропавшую без вести девушку, но в конечном итоге сталкиваются с оскорбительным отцом. |            |                                             |                  |                               |               |                        |
| 66 | 3          | «Uprising» «Бунт»                           | Грегори Смит     | Шерри Уайт                    | 4 июня 2015   | 1.686                  |
| Несколько офицеров оказываются в ловушке внутри тюрьмы после того, как приехали для передачи двух заключённых. |            |                                             |                  |                               |               |                        |
| 67 | 4          | «Letting Go» «Простить и отпустить»         | Стив ДиМарко     | Тэсси Камерон, Катрина Савилл | 11 июня 2015  | 1.603                  |
| Ник вынужден раскрыть своё прошлое после того, как вернулся его брат. |            |                                             |                  |                               |               |                        |
| 68 | 5          | «A Reale Gentleman» «Настоящий джентльмен»  | Пол Фокс         | Карэн Мур                     | 18 июня 2015  | 1.568                  |
| Трейси получает сообщение о том, что Лео отпустили со школы. Она уезжает, оставив Сэма одного возглавлять арест подозреваемых. Когда Трейси приезжает на место, выясняется, что звонок был ложный. Она садится в машину и сзади на неё нападает злоумышленник. |            |                                             |                  |                               |               |                        |
| 69 | 6          | «Home Run» «В яблочко»                      | Грегори Смит     | Шелли Эриксен                 | 25 июня 2015  | 1.422                  |
| Энди и Сэм едут отдыхать в хижину, в то время как остальные офицеры играют в бейсбол. |            |                                             |                  |                               |               |                        |
| 70 | 7          | «Best Man» «Шафер»                          | Чарльз Офицер    | Адриана Маггс, Энука Окума    | 2 июля 2015   | 1.478                  |
| Энди и Сэм узнают, что Оливер является главным подозреваемым в коррупции и взрыве в участке. |            |                                             |                  |                               |               |                        |
| 71 | 8          | «Integrity Test» «Проверка»                 | Джеймс Дженн     | Алан МакКулой                 | 9 июля 2015   | 1.366                  |
| Офицеры пытаются восстановить справедливость и выясняют, что к взрыву причастен не Оливер, а Стив. |            |                                             |                  |                               |               |                        |
| 72 | 9          | «Ninety Degrees» «Девяносто градусов»       | Т.У. Пикок       | Тэсси Камерон, Брэдли Симпсон | 16 июля 2015  | 1.466                  |
| Гейл приносит Трейси письма от Стива, однако та отказывается понять его. Энди остаётся с Марло. Последняя рожает Сэму дочь. |            |                                             |                  |                               |               |                        |
| 73 | 10         | «Breaking Up The Band» «Разделение команды» | Джейсон Пристли  | Ноэль Кэрбон                  | 23 июля 2015  | 1.215                  |
| После коррупционного скандала в 15-м участке офицеры отправлены в различные подразделения. Энди пытается выяснить, на каком месте она стоит в жизни Сэма. |            |                                             |                  |                               |               |                        |
| 74 | 11         | «74 Epiphanies» «74 откровения»             | Дэвид Веллингтон | Тэсси Камерон                 | 29 июля 2015  | 1.477                  |
| По дороге в церковь у Энди угоняют грузовик. Её подбирает Дункан и привозит на место. Энди Макнелли и Сэм Суарек женятся... |            |                                             |                  |                               |               |                        |